# Катрич, Павел Анатольевич
Павел Анатольевич Катрич (род. 21 апреля 1979) — российский хоккеист, нападающий.

## Биография
Встал на коньки в шесть лет. Занимался во дворовой хоккейной команда «Романтик» Балаково, тренер Владимир Кулаков. На юношеском уровне играл за нижегородское «Торпедо», в сезоне 1995/96 провёл два матча за «Торпедо-2». С 1996 года — игрок «Динамо-2» Москва. 30 января 1999 года провёл единственный матч в чемпионате России — за «Динамо» в гостях против «Нефтехимика» (1:1). Концовку сезона 1998/99 отыграл в ТХК. В сезоне 1999/2000 играл за «Воронеж». Получил травму, из-за которой фактически пропустил три года — за два сезона в составе пензенкого «Дизелиста» (2000/01 — 2001/02) сыграл 13 матчей. Выступал за «Нефтяник» Лениногорск (2002, 1 матч), «Янтарь» Северск (2002/03), «Тамбов» (2003/04, 2004/05 — 2005/06, 206/07 — 2008/09), «Южный Урал» и «Южный Урал-2» (2004/05), «Липецк» (2006/07), «Брянск» (2010/11).
В Балаково работал старшим тренером отделения ГАУ СО «СШОР по хоккею „Кристалл“», затем стал руководителем школы. С декабря 2022 года — тренер «Юность» Нижний Новгород.